# Alpar
Die Alpar, Schweizerische Luftverkehrs AG war eine schweizerische Fluggesellschaft.

## Geschichte
Die Alpar wurde 1929 in Bern gegründet. Ziel war, der Bundesstadt Bern eine Rolle im Luftverkehr zu sichern. Diese drohte sie zu verlieren, da Zürich, Genf und Basel bereits über deutlich grössere Flughäfen verfügten und ausserdem im Swissair-Verwaltungsrat repräsentiert waren. Investoren waren Private und Unternehmen aus der Region Bern sowie Stadt und Kanton Bern.
Die Alpar führte ab 1936 Linienflüge zwischen Bern und anderen Schweizer Städten durch. Im Zweiten Weltkrieg wurden kaum mehr Flüge durchgeführt, weil die Armeeführung dafür weder die Bewilligung, noch das notwendige Benzin zur Verfügung stellte.
Der Schweizerische Bundesrat und das Luftamt waren traditionell gegen die Konkurrenz zwischen Schweizer Fluggesellschaften. Mit dem Argument, dass man die Kräfte in der Schweiz bündeln müsse, hatten sie schon 1931 die Balair und die Ad Astra Aero zur Fusion gezwungen. Im Frühling 1946 bestimmte Bundesrat Enrico Celio, dass auch die Konkurrenz zwischen Swissair und Alpar verschwinden müsse. Es kam zu langen Verhandlungen und einem Machtkampf mit der viel grösseren Swissair, den die Alpar verlor. Die Swissair übernahm 1947 einen grossen Teil des Personals und der Maschinen der Alpar. In einem Schiedsspruch vom 18. August 1947 bestimmte Bundesrat Celio ausserdem, dass die Alpar keine gewerblichen Flüge mehr durchführen darf. Im Herbst desselben Jahres wurde die Alpar Fluggesellschaft liquidiert und die Alpar Flugplatzgesellschaft gegründet. Diese betreibt bis heute den Flughafen Bern-Belp, wurde 2014 aber von Alpar AG zu Flughafen Bern AG umbenannt.